# Tübinger Stift
El Tübinger Stift o seminari de Tubinga és una residència d'estudiants i institució d'ensenyament de l'Església Protestant a Württemberg. Va ser fundada el 1536 pel duc Ulrich per als estudiants nadius de Württemberg que volguessin ser ministres religiosos o mestres. Reben una beca que cobreix suport, hostalatge i altres despeses. Al Stift, des dels seus començaments, s'ha donat sempre una gran importància a la filosofia i la filologia. Entre els seus estudiants i docents hi ha hagut famosos teòlegs, filòsofs, poetes i savis d'altres arts i ciències.